# Divizia 71 Infanterie austro-ungară (1916-1918)
Divizia 71 Infanterie austro-ungară a fost una din marile unități tactice ale Armatei Austro-Ungare, participantă la acțiunile militare de pe frontul român, în timpul Primului Război Mondial. În această perioadă, a fost comandată de generalul Anton Goldbach von Sulitaborn. :pp. 184-185
În campania anului 1916 împotriva României a luat parte la Luptele de pe Olt, Lupta de la Movile, Lupta de la Bărcuț-Moha, Lupta de la Hârja și Prima bătălie de la Oituz. :passim